# Rundkrassing
Rundkrassing (Lepidium densiflorum) är en tvåhjärtbladiga växtart som beskrevs av Heinrich Adolph Schrader. I den svenska databasen Dyntaxa används istället namnet Lepidium neglectum. Rundkrassing ingår i släktet krassingar, och familjen korsblommiga. Arten är reproducerande i Sverige.

## Underarter
Arten delas in i följande underarter:
- L. d. densiflorum
- L. d. elongatum
- L. d. macrocarpum
- L. d. pubicarpum
- L. d. ramosum